# Vale de Catmandu
O Vale de Catmandu (ou Kathmandu), no Nepal, é um vale, declarado Património Mundial da Humanidade pela Unesco em 1979. O Vale de Catmandu é o principal ponto turístico do Nepal.

## Património Mundial
A herança cultural deste sítio é demonstrada por sete grupos de monumentos e edifícios que exibem as características artísticas e históricas pelas quais o vale de Catmandu é famoso. Os sete locais incluem a Praça Darbar em Catmandu, Hanuman Dhoka, Patan e Bhaktapur, as estupas budistas de Swayambhunath e Boudhanath e os templos hindus de Pashupatinath e Changu Narayan.
De acordo com a UNESCO o descontrolado desenvolvimento urbano é um perigo para o sítio, que faz desaparecer obras-primas como Patan e Bhaktapur. 

## Terremoto de 2015
O Sismo do Nepal de 2015 provocou uma série de estragos arquitetónicos incluindo a Torre de Bhimsen-Dharahara, localizada no Vale de Catmandu